# San Luis Potosí Challenger 2006
Il San Luis Potosí Challenger 2006 è stato un torneo di tennis facente parte della categoria ATP Challenger Series nell'ambito dell'ATP Challenger Series 2006. Il torneo si è giocato a San Luis Potosí in Messico dal 10 al 16 aprile 2006 su campi in terra rossa.

## Vincitori

### Singolare
Rainer Eitzinger ha battuto in finale  Paolo Lorenzi con il punteggio di 6–4, 6(5)–7, 7–5.

### Doppio
Daniel Garza /  Dawid Olejniczak hanno battuto in finale  Hector Almada /  Victor Romero 6–2, 62.